# Кондратовка (Кировоградская область)
Кондратовка (укр. Кіндратівка) — село в Надлакской сельской общине Голованевского района Кировоградской области Украины.
До 2020 года входило в Новоархангельский район
Население по переписи 2001 года составляло 30 человек. Почтовый индекс — 26111. Телефонный код — 5255. Код КОАТУУ — 3523681204.